# Robert Combas
Robert Combas (ur. 1957) – francuski artysta współczesny, przedstawiciel francuskiej odmiany transawangardy.